# 渡辺浩稔
渡辺 浩稔（わたなべ ひろとし、1963年4月25日 - ）は秋田県西仙北町出身の日本の柔道家。95kg超級の選手。現役時代は身長184cm。体重155kg。

## 経歴
父親が村相撲で活躍しており、自身も小学生の頃から体格が大きかったこともあって、柔道を始めるようになった。大曲中学から秋田経済法科大学附属高校に進むも、この当時大きな実績はなかった。
秋田経済法科大学に進むと、山下泰裕の最大のライバルの一人だった柔道部監督である遠藤純男の指導を受けることになり、実績を上げるようになっていった。3年の時には全日本選手権に出場すると、初戦となる2回戦で山下と対戦した。山下が指導を先取するも、中盤に渡辺が蟹挟を仕掛けると山下は腰から崩れて尻餅をついた。この技は有効があったと見る向きもあったがポイントにはならず、終盤に山下が崩上四方固で一本勝ちした。山下はかつてモスクワオリンピックのボイコットが決まった翌日の選抜体重別で、遠藤に蟹挟を仕掛けられて左足腓骨を骨折させられたことがあったが、弟子からも同じ技を喰らうことになった。その後の選抜体重別95kg超級では決勝まで進むも、滋賀県警の伊藤久雄に敗れた。正力杯でも決勝まで進むが、天理大学4年の正木嘉美に敗れて2位だった。正力国際では決勝で日本大学3年の渋谷恒男に腕挫腕固で敗れたが、団体戦では優勝を飾った。4年の時には正力杯の決勝で日本大学の村上修司に敗れて再び2に終わった。1986年には皇宮警察の所属となると、1987年の講道館杯で3位となった。1988年の講道館杯では優勝を飾った。イタリア国際では2年連続で優勝を果たした。1989年の選抜体重別では3位だった。1990年には全日本選手権の準々決勝で71kg級の世界チャンピオンである｢平成の三四郎｣こと小兵の古賀稔彦と対戦するも、身長で15cm、体重で80kg近く下回る相手に小内巻込などで先々に攻められて判定負けを喫した。ちなみに、この当時95kg超級及び無差別世界チャンピオンで今大会2連覇を達成したJRAの小川直也は、｢自分ら重量級でも渡辺さんとやるのはきついから、古賀ではまず勝てないだろう｣と語っていたが、その予想を覆す結果となった。続いてグッドウィル・ゲームズに出場すると、初戦でソ連のセルゲイ・コソロトフに袈裟固で敗れるも、その後の3位決定戦でポーランドのラファウ・クバツキに有効で勝って3位となった。

## 主な戦績
- 1984年 -　選抜体重別　2位
- 1984年 -　正力杯　2位
- 1985年 -　正力国際　個人戦　2位　団体戦　優勝
- 1985年 -　正力杯　2位
- 1987年 -　講道館杯　3位
- 1988年 -　講道館杯　優勝
- 1988年 - イタリア国際　優勝
- 1989年 - イタリア国際　優勝
- 1989年 -　選抜体重別　3位
- 1990年 - ブルガリア国際　優勝
- 1990年 -　全日本選手権　5位
- 1990年 -　グッドウィル・ゲームズ　3位
- 1993年 - イギリス国際　2位

(出典、JudoInside.com)。